# Río Providencia
Der Río Providencia ist ein etwa 74 km langer rechter Nebenfluss des Río Cumeriali in Südost-Peru in der Provinz Manu der Region Madre de Dios. Der Flusslauf liegt im Distrikt Manu.

## Flusslauf
Der Río Providencia entspringt in einem vorandinen Höhenkamm der peruanischen Ostkordillere auf einer Höhe von etwa 1500 m. Der Río Providencia fließt anfangs 18 km nach Nordwesten. Anschließend wendet sich der Río Providencia nach Norden und durchschneidet bei Flusskilometer 45 einen größeren Höhenkamm, bei Flusskilometer 30 einen niedrigeren Höhenkamm. Der Río Providencia trifft schließlich auf den weiter westlich verlaufenden Río Cumeriali.

## Einzugsgebiet
Der Río Providencia entwässert ein Areal von etwa 540 km² am Rande der peruanischen Ostkordillere. Das Einzugsgebiet liegt im Nationalpark Manú.